# Rewda (Swerdlowsk)
Rewda (russisch Ревда) ist eine Stadt in der Oblast Swerdlowsk (Russland) mit 59.100 Einwohnern.

## Geografie
Die Stadt liegt im Mittleren Ural, etwa 40 km westlich der Oblasthauptstadt Jekaterinburg an der Mündung der Rewda in die Tschussowaja, einen linken Nebenfluss der Kama. Nur wenige Kilometer nördlich von Rewda liegt die Nachbarstadt Perwouralsk, wenig östlich die Grenze zwischen Europa und Asien.
Rewda ist der Oblast administrativ direkt unterstellt und zugleich Verwaltungszentrum des gleichnamigen Rajons. Der Stadt Rewda ist die etwa 25 Kilometer südlich gelegene Stadt Degtjarsk unterstellt.

## Geschichte
Rewda entstand ab 1731 mit der Errichtung eines Eisenwerkes. Als offizielles Gründungsjahr gilt 1734, als das Werk die Produktion aufnahm. Am 3. Mai 1935 wurde das Stadtrecht verliehen.

### Bevölkerungsentwicklung
| Jahr | Einwohner |
| ---- | --------- |
| 1926 | 10.000    |
| 1939 | 32.191    |
| 1959 | 54.870    |
| 1970 | 59.114    |
| 1979 | 62.943    |
| 1989 | 65.757    |
| 2002 | 62.667    |
| 2010 | 61.875    |

Anmerkung: Volkszählungsdaten (1926 gerundet)

## Kultur und Sehenswürdigkeiten
Im Stadtzentrum sind Teile der hölzernen Bebauung des 19. und frühen 20. Jahrhunderts erhalten, darunter das Wohnhaus der Unternehmerfamilie Demidow. In Rewda gibt es mehrere Museen zur Geschichte der metallurgischen Werke sowie des Bergbaus in der Stadt.

## Wirtschaft
In Rewda befindet sich die größte Kupferhütte des Ural, welche seit 1940 in Betrieb ist und vorwiegend Erz einer Lagerstätte bei Degtjarsk verarbeitet. Daneben gibt es Werke der metallverarbeitenden und chemischen Industrie sowie der Bau- und Holzwirtschaft.

## Söhne und Töchter der Stadt
- Boris Permikin (1890–1971), General der Weißen Armee
- Boris Nikonow (* 1946), russischer Politiker[2]
- Stanislaw Meschtscherskich (* 1949), russischer Mittelstreckenläufer
- Jelena Andrejewa (* 1969), russische Leichtathletin
- Oleg Weretennikow (* 1970), russischer Fußballspieler und Trainer